# Johannes Bureus

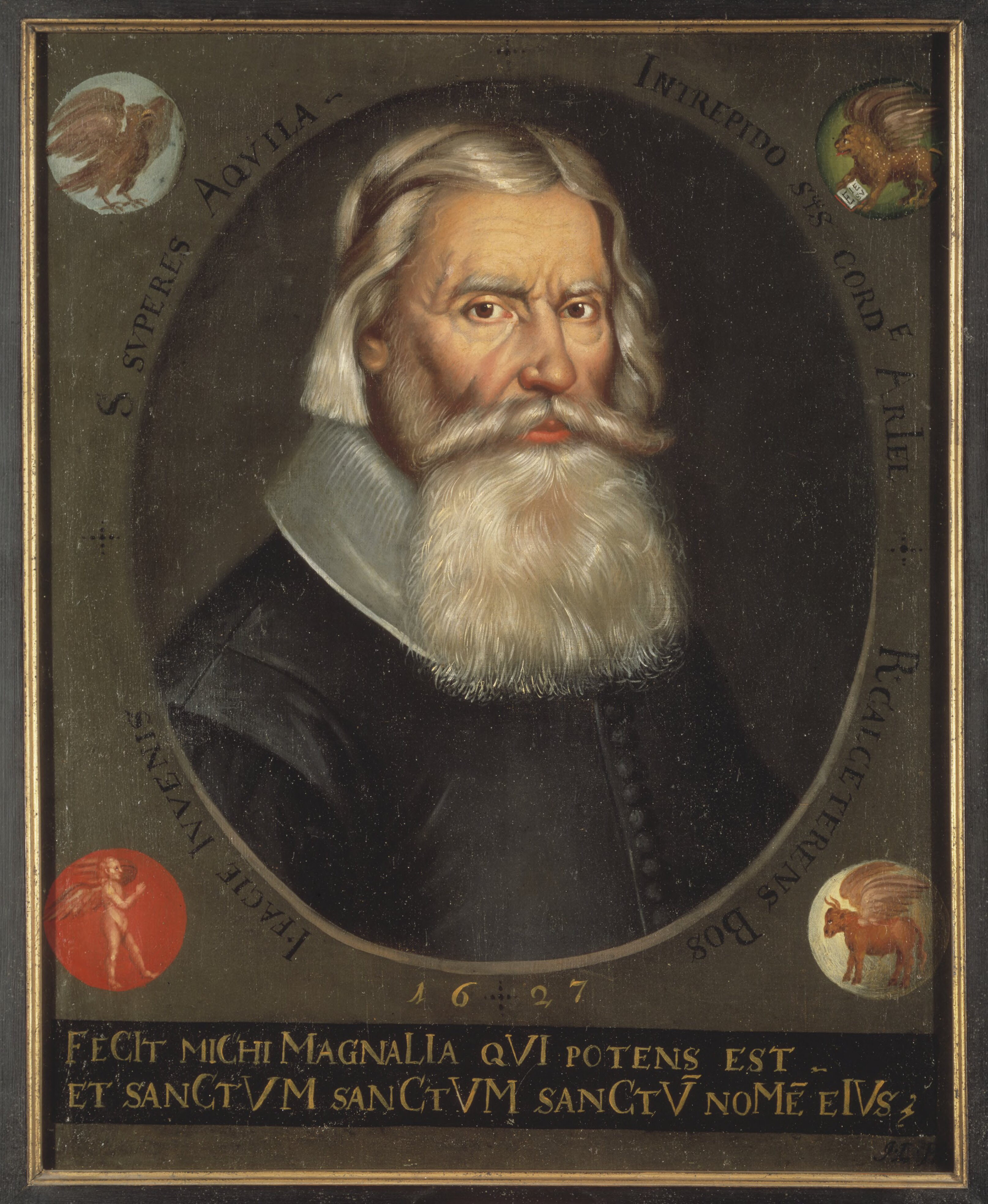
Johannes Bureus en una pintura de 1627, firmada «J. L.», Castillo de Gripsholm.

Johannes Thomae Bureus Agrivillensis (nacido Johan Bure; 1568–1652) fue un sueco polímata, anticuario, místico, bibliotecario real, poeta, y tutor y consejero del rey Gustavo II Adolfo de Suecia. Es un exponente conocido del goticismo.

## Vida y carrera
Bureus nació en 1568 en Åkerby cerca de Upsala —donde antaño estuvo el mayor y último de los templos paganos—, en Suecia, hijo de un pastor luterano. Fue el primer anticuario nacional de Suecia (riksantikvarie) y el primer director de la biblioteca nacional de Suecia (riksbibliotekarie). También fue el primero en documentar runas. Se le ha llamado el padre de la gramática sueca. En 1599, diseñó los escudos de Helsinki y Uusimaa.
Bureus combinó sus intereses rúnicos y esotéricos en su propio sistema rúnico, al que llamó «Adalruna». Se interesó por los manifiestos rosacruces. Místicos contemporáneos como Jakob Böhme han estudiado sus obras. En 1611, Bureus publicó el primer silabario escrito —y sobre— la lengua sueca, Svenska ABC boken medh runor, usando el alfabeto rúnico y el alfabeto latino. También escribió una genealogía de la familia Bure, utilizando en parte piedras rúnicas como fuentes.